# Deta
Deta (hongrois : Detta; allemand : Detta) est une ville roumaine du județ de Timiș qui compte 6 260 habitants.